# Гарсен-де-Тасси, Жозеф Элиодор
Жо́зеф Элиодо́р Саже́с Вертю́ Гарсе́н-де-Тасси́ (фр. Joseph Héliodore Sagesse Vertu Garcin de Tassy; 25 января 1794, Марсель — 2 сентября 1878, Марсель) — французский востоковед (арабистика, индология).
Ученик Сильвестра де Саси. С 1828 года — профессор Школы живых восточных языков. С 1838 года — член Академии надписей и изящной словесности. С 1856 года — член-корреспондент Петербургской Академии наук.
Один из основателей (1822) и позднее президент французского Азиатского общества. Автор многочисленных трудов и переводов.